# 持明院基延
持明院基延（じみょういん　もとのぶ、寛政4年（1792年）6月1日 - 安政2年（1855年）9月9日）は、江戸時代後期の公卿。

## 官歴
- 寛政7年（1795年）：従五位下
- 寛政12年（1800年）：従五位上
- 享和2年（1802年）：侍従
- 享和3年（1803年）：正五位下
- 文化3年（1806年）：従四位下
- 文化6年（1809年）：従四位上、右権少将
- 文化9年（1812年）：正四位下
- 文政元年（1818年）：権中将
- 文政2年（1819年）：従三位
- 文政6年（1823年）：正三位
- 文政10年（1827年）：左京大夫
- 天保5年（1834年）：踏歌外弁
- 天保7年（1836年）：参議
- 天保8年（1837年）：従二位、右兵衛督
- 安政元年（1854年）：権中納言

## 系譜
- 父：持明院基敦
- 母：今城定興の娘
- 弟：河鰭実利
- 弟：高野保右
- 子：持明院基政
- 子：高野保美